# Olimpia Arad
Clubul Sportiv Olimpia Arad a fost o echipă de fotbal din Micălaca, județul Arad (după 1930 cartier al Aradului). 

## Istorie

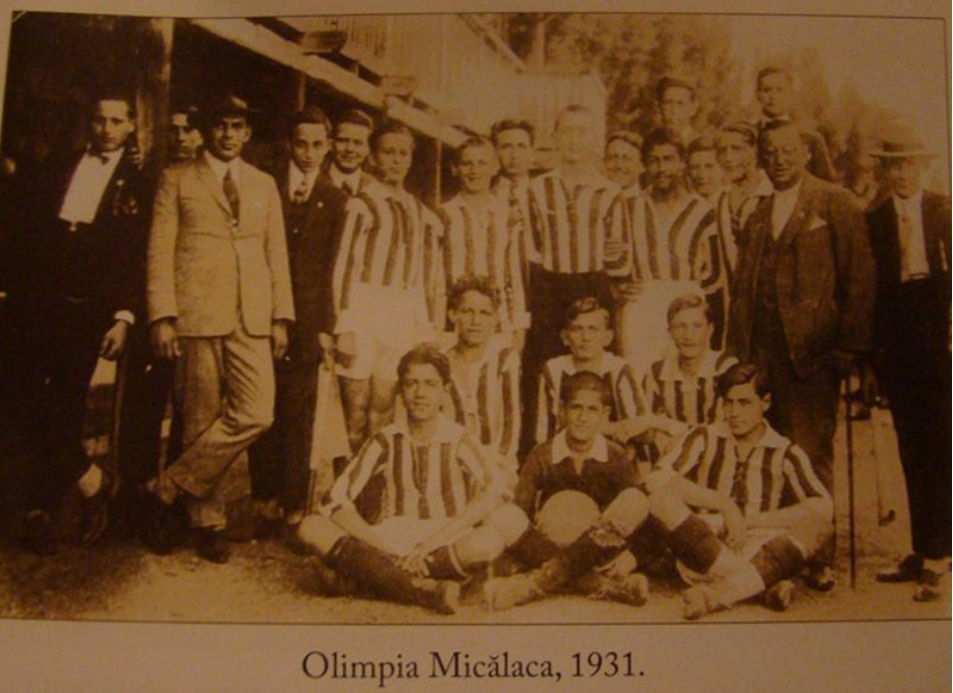
Olympia Micălaca în 1931.

A fost fondată în 1920 ca Olympia Micălaca. În 1930, după ce Micălaca este alipită Aradului, se va numi Olympia Arad. Până în sezonul 1932-1933, echipa va evolua în Campionatul Regional de Fotbal al României, precursoarea Diviziei B, actuala Liga a II-a. În primul sezon 1922-1923, a ocupat locul 8. În sezonul următor nu a participat din lipsă de fonduri. În sezoanele 1924-1925, 1925-1926 a avut o evoluție mai bună clasându-se la final pe locul 6. În sezonul 1926-1927 ocupă din nou locul 8 din 10 echipe. În sezonul 1927-1928 a terminat pe locul 5, cea mai bună clasare de până atunci. Evoluțiile oscilante o văd pe Olympia la sfârșitul sezonului 1928-1929 de-abia pe locul 7. Finalul sezonului 1929-1930 o găsește pe Olympia Arad pe locul 5.
În sezoanele 1930-1931 și 1931-1932 cunoaște apogeul la final ocupând un meritoriu loc 3.
Mai jos un citat din presa vremii (Albumul Sportiv 1932-1933):
```
„Clubul Sportiv Olympia din Arad - Micălaca, fondat la 1920, se ocupă absolut numai cu sportul de football. Din 1922, clubul ia parte la jocurile de campionat ale Districtului Arad, delegând echipele I-a și juniorii. În 1922, echipa I-a de football a câștigat campionatul categoriei a II-a și de atunci participă la jocurile categoriei I. În anii 1931-32, această echipă a ieșit în clasamentul II al acestei categorii, însă cu o paritate mai slabă de goaluri. Clubul posedă arenă proprie. Președinte este Ardelean Ioan, președinte executiv Căp. Teodorescu, director sportiv Drexin N. Coriolan, secretar general Grozescu T., iar secția de football o conduce Karpati Bela. Corespondența oficială a clubului merge pe adresa Drexin Coriolan, prefectura Jud. Arad. Numărul membrilor este de 350”
[
1
]
```

În sezonul 1936-37 al Diviziei C, echipa apare sub denumirea de Olimpia PTT Arad, în Liga de Vest. În sezonul următor obtine cea mai buna clasare locul 4.
După Al Doilea Război Mondial, participă în Diviza C seria V (B), terminând pe locul 6, alături de: Ripensia Timișoara, ILSA Timișoara, Astra Arad, ATE Timișoara, Virtutea Pecica, Șoimii Lipova, AS Vinga, Patria Chișineu Criș și Tricolorul Arad.

## Jucători notabili
- Ioan Lupaș
- Alexandru Cuedan
- Adalbert Marksteiner
- Gheorghe Albu

## Palmares
Campionatul Regional de Fotbal al României
Locul III - Seria Arad (2): 1930-1931, 1931-1932;
 Liga a III-a
- Locul 4(1) : 1937–1938;